# SIX Financial Information
SIX Financial Information è una delle principali offerenti di dati finanziari globali e servizi a valore aggiunto. L'offerta dati di SIX si rivolge soprattutto al settore dell'amministrazione dei beni, della gestione del portafoglio e della consulenza negli investimenti.

## Storia
SIX acquisisce le informazioni finanziarie direttamente ed in tempo reale dalle maggiori piazze borsistiche internazionali nonché da altri fornitori di dati. L'azienda attinge in totale a oltre 1500 fonti a livello mondiale. L'attività principale di SIX è situata nel campo dei dati anagrafici. La società offre inoltre dati relativi a oltre 50 leggi e normative mondiali, nazionali e regionali nonché dati di mercato, corporate actions, prezzi e valutazioni per oltre 16 milioni di strumenti finanziari.
SIX Financial Information opera quale agenzia di codifica ufficiale per la Svizzera, il Liechtenstein ed il Belgio. In tale ruolo, ha il compito di emettere gli identificativi numeri di valore e ISIN. L'azienda è inoltre membro fondatore dell'Association of National Numbering Agencies (ANNA) Archiviato il 22 giugno 2012 in Internet Archive., assieme alla quale gestisce l'ANNA Service Bureau.
SIX Financial Information collabora attivamente con gruppi di lavoro, associazioni e organizzazioni di standardizzazione globali allo scopo di definire e adottare standard che favoriscono lo straight-through processing. È inoltre membro dell'Organizzazione internazionale per la standardizzazione (ISO), del FISD e di altri gruppi di lavoro quale MiFID. SIX è distributore certificato SWIFT di messaggi di corporate action in formato ISO 15022.
L'azienda ha la sua sede principale a Zurigo, in Svizzera. Complessivamente possiede succursali in 23 paesi: Belgio, Danimarca, Germania, Finlandia, Francia, Hong Kong, Irlanda, Italia, Giappone, Canada, Lussemburgo, Marocco, Principato di Monaco, Paesi Bassi, Norvegia, Austria, Polonia, Singapore, Spagna, Svezia, Svizzera, Stati Uniti, Regno Unito (UK).
SIX Financial Information è una società appartenente a SIX Group. SIX Group offre servizi di prim'ordine a livello mondiale nei settori negoziazione di titoli ed esecuzione di operazioni su titoli, informazioni finanziarie e operazioni di pagamento.

## Cronologia
| Anno | Evento |
| ---- | --- |
| 1930 | Un consorzio di banche svizzere fonda l'azienda Ticker AG. Il suo compito è la trasmissione di quotazioni di borsa.                                                              |
| 1961 | La Ticker AG introduce il primo servizio di trasmissione televisiva dei dati di borsa in Svizzera. La società diventa Telekurs AG.                                               |
| 1975 | Telekurs lancia Investdata, il primo display per informazioni finanziarie in Svizzera.                                                                                           |
| 1986 | Telekurs si espande a livello internazionale. |
| 1993 | Telekurs si sviluppa da piattaforma al servizio delle banche svizzere in un'impresa volta al profitto con politica di prezzo competitiva.                                        |
| 1996 | Telekurs assume il nome di Telekurs Group diventando una società holding. La gamma dei servizi è ampliata. Il settore informazioni finanziarie ora si chiama Telekurs Financial. |
| 2007 | Aquistizione dell'azienda d'informazioni finanziarie francese Fininfo-Gruppe. |
| 2008 | Telekurs, SWX Swiss Exchange e SIS SEGAInterSettle AG si uniscono a formare SIX. Telekurs Financial diventa SIX Telekurs, la divisione di informazioni finanziarie di SIX Group. |
| 2012 | SIX Telekurs diventa SIX Financial Information. |